# Codificação de Vídeo na Internet
Internet Video Coding (ISO/IEC 14496-33, MPEG-4 IVC) é um padrão de codificação de vídeo. O IVC foi criado pela MPEG e tinha como objetivo ser um padrão de codificação de vídeo livre de royalties para uso na Internet, como uma alternativa aos formatos não livres, como AVC e HEVC. Dessa forma, o IVC foi projetado para usar apenas técnicas de codificação (na maioria antigas) que não eram cobertas por patentes que exigiam royalties.
De acordo com uma publicação de blog do fundador e presidente da MPEG, Leonardo Chiariglione, em 2018, "a IVC está praticamente morta". Ele disse que três empresas fizeram declarações equivalentes a "Posso ter patentes e estou disposto a licenciá-las em termos FRAND" cobrindo a IVC, o que significa que as implementações podem ter que pagar dinheiro às empresas. Essas declarações significavam que o IVC não era claramente um formato de codificação de vídeo isento de royalties; essas empresas precisariam ser contatadas para determinar se tinham patentes essenciais e para determinar os termos de seu uso. – o que pode envolver o pagamento de algumas taxas.
A política de patentes da ITU-T/ITU-R/ISO/IEC define três tipos de licenciamento de patentes. O objetivo da IVC era usar apenas técnicas patenteadas no tipo 1 (isentas de royalties), enquanto as três empresas disseram que podem ter patentes no tipo 2 (possivelmente exigindo pagamentos de royalties). O texto do código de conduta é o seguinte:
2.1 O titular da patente está disposto a negociar licenças gratuitamente com outras partes, de forma não discriminatória e em termos e condições razoáveis. Essas negociações são deixadas para as partes envolvidas e são realizadas fora da ITU-T/ITU-R/ISO/IEC.
2.2 O titular da patente está disposto a negociar licenças com outras partes de forma não discriminatória e em termos e condições razoáveis. Essas negociações são deixadas para as partes envolvidas e são realizadas fora da ITU-T/ITU-R/ISO/IEC.

2.3 O titular da patente não está disposto a cumprir as disposições do parágrafo 2.1 ou do parágrafo 2.2; nesse caso, a Recomendação | Entrega não deve incluir disposições dependentes da patente.

## História
A MPEG lançou um Chamado de Propostas (Call for Proposals) em julho de 2011 para formatos de codificação de vídeo livres de royalties. Foram recebidas três propostas:
- Web Video Coding (WVC), proposto em conjunto pela Apple, Cisco, Fraunhofer HHI, Magnum Semiconductors, Polycom, RIM, etc. Web Video Coding era outro nome para o perfil de base AVC MPEG-4 restrito.[3]
- Codificação de vídeo para navegadores (VCB), proposta pelo Google e idêntica ao VP8 do Google.[3]
- Codificação de Vídeo na Internet (IVC), proposta por várias universidades (Universidade de Pequim, Universidade de Tsinghua, Universidade de Zhejiang, Universidade de Hanyang, Universidade Aeroespacial da Coreia, etc.) e desenvolvida do zero.[3]

A Web Video Coding não tinha garantia de todos os detentores de patentes de que as patentes que cobriam a Web Video Coding seriam licenciadas sem royalties.
O desempenho de compressão do IVC foi relatado como sendo melhor do que o do WVC e do VCB, e o IVC foi aprovado como ISO/IEC 14496–33 em junho de 2015.